# Carlo Ginori (senatore)
Carlo Benedetto Ginori Lisci, marchese di Riparbella, conte di Urbeck, patrizio di Firenze (Firenze, 29 novembre 1851 – Monaco di Baviera, 23 agosto 1905), è stato un imprenditore e politico italiano.

## Biografia
Terzo esponente della dinastia imprenditoriale Ginori è il primo dei quattro figli del senatore Lorenzo Ginori Lisci e nipote del marchese Carlo Ginori, fondatore della manifattura delle porcellane di Doccia. Compie i suoi studi nel Convitto Tolomei di Siena, dove riceve una formazione al tempo stesso umanistica e tecnico-scientifica, approfondendo quest'ultima con un lungo soggiorno in Germania, dedicato alla visita dei locali stabilimenti industriali. Quando suo padre viene a mancare (1878) le disposizioni testamentarie, che prevedono la partecipazione nella manifattura delle ceramiche dei quattro fratelli in quote uguali, non sono pienamente rispettate. Carlo si ritrova con una quota di poco superiore della metà del capitale azionario, la proprietà del suo intero patrimonio immobiliare (fabbrica, case degli impiegati e operai) e la carica di gerente. La gestione effettiva dello stabilimento di Doccia, tuttavia, è affidata al direttore Paolo Lorenzini (fratello del più celebre Carlo), che negli ultimi anni di vita di Lorenzo si era occupato dell'ammodernamento tecnologico della produzione.
La scelta di affidarsi al direttore è dovuta alla scarsa propensione imprenditoriale di Carlo ma anche dei suoi fratelli, tutti più dediti agli agi e alle mollezze che all'attività lavorativa, ed è un bene perché nei quattordici anni successivi Lorenzini raddoppia il giro d'affari, gli utili netti (che salgono a 4,5 milioni di lire), e aumenta il numero dei dipendenti a 1.300. La modesta produzione di porcellane e maioliche artistiche per un pubblico elitario viene affiancata con quella di oggetti di uso comune come i corredi da bagno e i servizi da tavola, venduti a prezzi accessibili anche alle fascia media della popolazione. Questa crescita lenta ma costante del fatturato e dell'occupazione è monetizzata dal Ginori in voti elettorali. Membro dalla fondazione dell'Unione Liberale Monarchica di Firenze nel 1882, approfittando dell'allargamento del corpo elettorale si candida nel primo collegio di Firenze, dove riesce eletto con 5.201 voti, gran parte dei quali provenienti dai suoi dipendenti e da rappresentanti e clienti della ditta. Rieletto nello stesso collegio nel 1886 e nel 1890 alla Camera siede sui banchi della destra e da liberale moderato, non pregiudizialmente ostile alle proposte della sinistra costituzionale, appoggia i governi trasformisti di Agostino Depretis.
Il suo impegno parlamentare non è particolarmente intenso. Poco attivo nelle discussioni in aula è per contro oltremodo prolifico nel sindacato ispettivo. Le sue numerose interrogazioni, sulle materie più varie, riflettono la grande varietà dei suoi interessi, che spaziano dalla cultura ai trasporti, dalla scuola ai problemi del lavoro, con un occhio particolarmente attento al settore delle antichità e delle belle arti.
L'elevata ricchezza, il mandato parlamentare e il minimo impegno nell'azienda di famiglia ne fanno per tutti gli anni '80 un protagonista delle cronache mondane e della vita sociale altolocata, e non solo a Firenze, impegnato in svariate attività nel settore della cultura (nomina a Regio commissario per le antichità e le belle arti della Toscana, animatore della Società Dante Alighieri) e della beneficenza (patronato di asili, presidenze di società di mutuo soccorso). Amante fin dalla gioventù del mare, dell'avventura e dello sport, partecipa a tornei di scherma in tutta Europa e nel 1899 prende in affitto dal demanio l'Isola di Montecristo, che diventa punto di ritrovo degli yacht dei nobili dell'intero continente, azione che gli vale la nomina a presidente del Royal Yachting Club d'Italia.
Sul finire del decennio torna ad occuparsi di politica guidando una lista moderata nel comune di Sesto Fiorentino, nel quale è ubicata la manifattura di Doccia, ottenendo un buon risultato politico con la vittoria di misura sulla coalizione democratico-popolare. Il risultato comunque buono di quest'ultima, sintomo di un possibile rovesciamento degli equilibri politici locali, è un segnale che Ginori non coglie; la sua posizione politica è al momento buona e la rielezione alla Camera nel 1890, primo degli eletti del collegio con grande vantaggio sui candidati democratico, socialista e radicale, aumenta la sua già forte sicurezza personale. L'anno successivo, tuttavia, viene a mancare Paolo Lorenzini e per l'azienda, affidata a un nuovo direttore che si rivela scarsamente capace, inizia una fase discendente. I quattro fratelli Ginori decidono di rispolverare il patto di gestione pari quota stabilito dal padre nel testamento e a suo tempo non rispettato, ma l'incapacità imprenditoriale e il continuo trascurare i problemi per attività più piacevoli non fanno che rinviare l'inevitabile. Il calo della produzione e delle vendite e la mancanza di investimenti nell'adeguamento tecnologico degli impianti trascinano la Ginori in una crisi finanziaria sempre più preoccupante, al punto da far decidere ai quattro fratelli la cessione della fabbrica e di ogni sua pertinenza alla Società ceramica Richard, cui viene concesso di affiancare il proprio nome a quello dei Ginori, dando vita alla Richard Ginori.
La dinastia Ginori esce così dalla proprietà della manifattura a 160 anni dalla sua fondazione, e le conseguenze non tardano a manifestarsi. Alla crisi economica dell'azienda hanno contribuito in maniera decisiva una serie di investimenti di Carlo Ginori rivelatisi alla lunga fallimentari. Aveva ad esempio promosso l'estrazione della torba dal lago di Massaciuccoli per impiegarla quale combustibile per le fornaci di Doccia, ma all'impegno di un consistente capitale e di mezzi tecnici della manifattura segue un totale fallimento dell'impresa, di cui non si erano accortamente previsti i costi e la resa effettiva del nuovo combustibile. Sempre attingendo alle risorse dell'azienda di famiglia promuove l'estrazione di petrolio da alcune sue terre a Pietramala e la costituzione a Londra di una società per lo sfruttamento delle miniere di mercurio di Cortevecchia, sempre con risultati disastrosi. L'eco di queste imprese rimbalza sulla stampa, che già da tempo lo attenziona per la sua vita culturale e mondana, e ne compromette la figura. Rieletto nel 1892 nel terzo collegio di Firenze, dove è trasmigrato dopo la cessione dell'azienda e il venir meno del sostegno elettorale fino ad allora goduto, viene battuto in quelle del 1895 dal candidato socialista per 1.036 voti contro 1.011.
In questi anni ha intanto maturato un nuovo interesse, l'automobilismo. Grazie alla quota ricavata dalla vendita dello stabilimento di Doccia, che gli consente di mantenere il suo elevatissimo tenore di vita, esibisce per le vie di Firenze la prima automobile della città, una Panhard & Levassor (probabilmente una Type A allora in produzione), pagata 5.000 franchi. Il nuovo mezzo appare foriero di grandi successi e con altri esponenti della nobiltà tenta anche di dar vita ad una produzione italiana di automobili, che ha però scarso successo. Fa anche parte del consiglio di amministrazione della Adami, società che nel 1901 costruisce una 16 hp battezzata Rondine, dotata di un motore sviluppato in proprio dall'ing. Guido Adami. Nel 1900 fonda il Club automobilisti d'Italia che nel 1905 si associa come sezione fiorentina al neonato Automobile Club d'Italia. Nello stesso anno viene nominato senatore a vita come deputato dopo tre legislature o sei anni di esercizio e trascorre i suoi ultimi anni lontano dalla politica, dedito unicamente ai suoi interessi personali.